# 魔弾戦記リュウケンドー
『魔弾戦記リュウケンドー』（まだんせんきリュウケンドー）は、2006年1月8日から同年12月31日までテレビ愛知を制作局とし、テレビ東京系にて毎週日曜日7:00 - 7:30に放送された、テレビ愛知・松竹制作の特撮テレビ番組である。
地方によっては放送開始日が異なるため、これについては#放送局の一覧を参照。

## 概要
今まで特撮ヒーローを独自で手がけたことのなかった松竹のヒーロー物初参入作品である。
制作の経緯
本作品の企画がスタートしたのは2002年初頭ごろ。当時のタカラ（現タカラトミー）は、『トランスフォーマー』などのアニメと並ぶ男児玩具の柱となる企画を模索しており、アニメとの住み分けのため実写作品に参入したいという考えを持っていた。しかしタカラが最後に特撮キャラクター玩具に参入した『電光超人グリッドマン』の放映終了から10年以上も経っており、社内には既に特撮キャラクターをまとめ上げるノウハウが残っていなかった。そこで外部スタッフの力を借りようということになり、かつて同社がスポンサードしていた『魔神英雄伝ワタル』で映像と玩具の連動に成功例のあった広井王子に原作を依頼。タカラトミー、松竹、広井側三者による、キャラクター玩具への具体的落とし込みが終了してから番組制作が開始され、デザイン作業は2003年春ごろから開始された。メインモチーフの「龍」や「鍵」、主人公ヒーローの色が青であることなどは、全て子供へのアンケートの結果から採用された。
当番組は当初2005年4月に放送開始の予定であったが、諸般の事情から全52話の撮影がクランクアップした後の2006年1月からの放送開始となった。そのような経緯もあり本作品の時代設定は2005年3月から2006年1月1日となっている。制作局のテレビ愛知では放送開始前に紹介編の特別番組が放送され、関東地区などから一週遅れの毎週日曜6:30 - 7:00の放送となった。逆に公式ページでは1話早く予告が更新された。
特徴
当作品は架空の下町・あけぼの町を舞台にしており、その町のみを守るヒーローという設定や描写も特徴の1つである。世界観は松竹の看板映画であった『男はつらいよ』を意識している。また「魔法」をモチーフの1つとしているが、これは2001年から映画シリーズがヒットしている『ハリー・ポッター』シリーズの影響があったと指摘されている。
『踊る大捜査線』、『冬のソナタ』など有名な人気作のパロディネタが、番組内の随所にちりばめられている。松竹の代表作『男はつらいよ』もパロディにしており、第4話では主人公の剣二が「さしずめお前らインテリだな?」という寅さんの有名なセリフを言い、第7話には一般市民の中に寅さんそっくりの男が登場する（役名は「寅次郎」ならぬ「龍次郎」）。主役3名の苗字「鳴神」「不動」「白波」は、それぞれ歌舞伎の演目からの引用である。松竹無声映画のパロディのポスターが町のあちこちに貼られていたり、劇中の背景で使われる小道具にも遊びが多い。
キャスティング・スタッフ
鳴神剣二役を演じた山口翔悟が主演に決まったのは、本作品でメイン監督を務めた原田昌樹が、同じく山口が主演であった『ウルトラマンティガ外伝 古代に蘇る巨人』（完全版）のメイキングDVDの構成・演出を担当した縁で出演をオファーしたことに起因する。また、佐藤寛子や細川ふみえといった新旧巨乳アイドルの競演も話題を呼んだ。天地裕也役は当初東野幸治にオファーを出していたが、東野が辞退し代わりに清水圭が起用された。
前述のように松竹・タカラトミー両社の特撮ヒーロー番組を手がけるノウハウが不足していたこともあり、スタッフはそのほとんどが外部スタッフによるものとなっている。原作に前出の『魔神英雄伝ワタル』シリーズのほか、ゲーム「サクラ大戦シリーズ」を手がけた広井王子、クリーチャーデザインに雨宮慶太を起用したほか、演出や脚本もスーパー戦隊シリーズやウルトラシリーズを手がけた精鋭で固められている。
評価
視聴率については、関東地区で1%台前後であることが多く（ビデオリサーチ調べ）決して高いとはいえないが、タカラトミーから発売されたキャラクター玩具の売れ行きは好調だった。しかしタカラトミーの玩具の売上は20億円に留まり、目標の40億円は達成できなかった。
海外展開
2006年8月28日からは韓国の有線放送局JEI-TVでも『魔法戦士リュウケンドー』の題で放送が開始され、着せ替え人形などでかねてよりタカラトミーと取引があった韓国玩具メーカーSONOKONG（ソノコン）社が、韓国国内でのキャラクター玩具の販売を行っている。この結果、韓国では40億円の売上を達成した。

## あらすじ
日本のどこにでもありそうな町、あけぼの町。しかしこの町はジャマンガという魔物たちに狙われていた。そんなあけぼの町にやって来た新任刑事の鳴神剣二は、早々に商店街で暴れ回るジャマンガの遣い魔たちに襲われる。そこにリュウガンオーがあらわれ、遣い魔を次々と倒していった。剣二は町の人から、警察はあてにならず魔物はSHOTという組織が倒しているということを聞く。その後、強力な魔物が商店街に出現。勢いに任せて魔物に挑みかかる剣二の前に、空中からゲキリュウケンが一筋の光となって飛来。ゲキリュウケンに一時的に意識を支配された剣二は魔弾戦士に変身、魔弾斬りで魔物を打ち倒す。こうして剣二は、魔弾剣士リュウケンドーとして、SHOTと共にジャマンガと戦うことになった。

## 登場人物

### 魔弾戦士
鳴神 剣二（） / 魔弾剣士リュウケンドー
新任刑事としてあけぼの町に引っ越してきた青年。刑事課の刑事だが、あけぼの署は深刻な人手不足のため警官服を着てパトロールもする。ゲキリュウケンに戦士として選ばれ、何も解らないままSHOTの一員となり、魔弾戦士として戦うことになる。実家は鳴神龍神流という魔物と戦うための剣術の流派で、師は祖父。リュウケンドーになる前から修行を積んでいたため適応も早かった。
お調子者でお気楽で、基本的に雑で無鉄砲。単純ですぐに騙されるが、正義感溢れる熱血漢で自分がヒーローだという自覚が強く、身を挺して町を守ることをいとわない。純朴でうぶな面もあり、女性には少々弱い。特に姉弟子兼婚約者である西園寺海には頭が上がらず、「魔物より怖い」と恐れている。鹿児島の山奥育ちで、普段は標準語だが時折言葉に鹿児島弁が混じる。あけぼの署に所属する前は生まれ故郷の派出所で刑事をしていた。何度か、不動のことをおっさんとは呼ばないと宣言するが、いつの間にか忘れている。
撃龍剣（）
剣二の相棒である言葉を喋る剣。魔弾龍のコアを現代科学の力で武器の形にした物の1つ。戦闘時のリュウケンドーの武器でもあり、戦闘のアドバイスもする。飄々とした性格で、未熟でお調子者な剣二とは衝突することも多いが、孤独な自分の相棒になった剣二を心の底では信頼している。そのため、中盤でグレムゴブリンに乗っ取られた際は、剣二との友情によりマグナリュウガンオーやリュウジンオー、そしてグレムゴブリンの力を吸収してゴッドゲキリュウケンに生まれ変わる（ただし、ゲキリュウケンと呼ばれることもある）。
数年前にヨーロッパの遺跡で発掘された古代文明の遺産で、ほとんどの記憶を失っている。その正体は先代のリュウケンドー・マスターリュウケンドーで、終盤でその記憶を取り戻す。
不動 銃四郎（） / 魔弾銃士リュウガンオー
SHOTの一員の魔弾戦士とあけぼの署刑事課の刑事、双方における剣二の先輩。元警視庁刑事部捜査第一課所属の刑事で、ゴウリュウガンとのシンクロ率の高さからリュウガンオーの適格者として選ばれる。クールで一歩引いたところから物事を見る性格で、暴走しがちな剣二のストッパー役だが、あけぼの町を守りたいと思う気持ちは剣二に負けず劣らず強い。推理能力に長け地道な捜査を疎んじないため、彼が事件解決の糸口を掴むことも多い。
キーの力だけで強くなることに対して懐疑的で、常に鍛練を欠かさない。ゴウリュウガンとバスターウルフ（マグナウルフ）を大変信頼し大切にしており、パンチを繰り出す時は必ず銃を返してから殴る。剣二のせいで25歳であるのにもかかわらず「おっさん」というあだ名が定着しそうなのを嫌がっている。
- 番組の企画時には、不動にこの「おっさん」というあだ名の設定は存在しておらず、設定年齢に近い俳優をキャスティングする予定だった。しかし、源（撮影開始時28歳）が配役されたことにより、演じる俳優に引きずられる形で後からできた設定がこの「おっさん」のあだ名である。

剛龍銃（）
銃四郎の相棒である言葉を話す銃。魔弾龍のコアを現代科学の力で銃に組み込んだ物で、最初に作られた魔弾龍のプロトタイプ。戦闘時のリュウガンオーの武器でもある。性格は礼儀正しく丁寧語で喋っており、銃四郎とは深い信頼関係で結ばれている。中盤でブラッディのUFOの砲撃からリュウガンオーを庇い大破するが、都市安全保安局により無事修理・改造される。
白波 鋼一（） / 魔弾闘士リュウジンオー
中盤から登場。クールで無口で一本気な性格。イギリス育ち。魔法博士で魔弾スーツの開発者である両親を10年前にスーツの実験の際に起こった事故（実は血煙伯爵ブラッディの謀略）で亡くしている。両親が死んだのはスーツ開発を依頼した天地のせいであると思い込んだため、天地とSHOTに強い恨みを抱きSHOTから魔弾龍のコアを盗み出してザンリュウジンを作成し、天地の愛するSHOTそのものを壊滅させようと考える。復讐のため強くなることだけを目的にジャマンガと戦っていたため、勝つためなら手段を選ばない節があり、ヨーロッパのパワースポットを周辺の街ごと破壊したこともある。
パワースポットでの出来事や蘇った両親との再会を経て誤解が解けた後は、復讐ではなく自分のためにジャマンガと戦うと決意し、時にはリュウケンドーやリュウガンオーと共に戦うようになる。また、他人に無関心で子供も嫌いであったが、後に町の人たちと少しずつ打ち解けて交流するようになり、以前は見せなかった笑顔も見せるようになる。
- 黒コートや金髪、黒いマニキュアなどの独特の出で立ちは演じる黒田耕平自身の考案で、人を寄せ付けない白波の性格を表現したもの。金髪は生まれつきとの設定があり、少年時代の回想シーンでも金髪である（黒田自身は演じることが決まった当時は黒髪で、本編登場前のCMでは黒髪での登場だった）。

斬龍刃（）
白波が作成した相棒の喋る斧。戦闘時のリュウジンオーの武器でもある。明るくお喋りで生意気な悪ガキめいた性格。かおりのことを気に入っていて、仮面を被せられたかおりを声だけで励ましたことがある。その時名乗った名は「人気ロックバンドのボーカルのザン・リュウジ」。

### SHOT
左京 鈴（）
SHOT隊員。SHOTではオペレーター、あけぼの署では受付を担当（防犯課所属）。SHOTとジャマンガの戦いがいたちごっこになることを危惧している。また、幼いころの兄との思い出のせいで、自然を汚す敵には怒りを露わにする。剣二に密かに想いを寄せているが、それを態度に示すことは無く、衝突することも多い。小町が生前住んでいた家に下宿しているためか、見えはしないもののうっすらと小町の気配を感じ取ることができる模様。
瀬戸山 喜一（）
SHOT隊員の魔法エンジニア。光のカノンの書に書かれたカノン文字の解読や魔弾龍および魔弾キーの調整、武器を開発を行う。しかし、実際に魔法の全貌を理解しているかは怪しく、その仕事ぶりはかなり適当。使える魔法も使えないよりはマシなレベルである。基地に引っこもりきりで滅多に地上に出て来ない。基本的に臆病で引っ込み思案な性格だが、SHOT隊員として強い誇りを持っている模様。御厨博士を尊敬している。鈴のことが好きらしい。
天地 裕也（）
SHOTの司令官。つかみどころの無い性格で、演技か天然か判らないとぼけた言動をすることが多く、肩書きは司令官だが瀬戸山や鈴が作戦立案や指揮も行うため、一見実働面でもあまり仕事が無いように見える。しかし剣二がゲキリュウケンに戦士として選ばれた際、懐疑的に思う瀬戸山たちに対し「最初から熟したリンゴなどない」と言ってリュウケンドーにしたことや、自らの命と引きかえにパワースポット破壊を止めるように白波を説得したことなど、司令官としての先見の明があり人徳の高さも窺い知れる。非常時以外はあけぼの署の清掃係をして、町の人たちの噂話を立ち聞きして情報集めをしている。
10年前、魔法博士であり魔弾龍研究の第一人者であった白波の両親に、リュウケンドーとリュウガンオーの魔弾スーツ開発への協力を依頼するが、魔弾龍再生実験中に事故が発生し、白波の両親は魔弾龍のコアを守るために死亡、まだ子供だった白波を庇った天地は腕に傷を負う。この事故の原因はブラッディの策略によるものであり、天地にとっても不測の事態であったが、天地自身は結果的に自分が白波の両親を殺したも同然と考えており、当初は言い訳すらしなかった。

### あけぼの署
高倉 律子（）
テンションが高く、惚れっぽい。愛車のミニパトに代々「ヨシノブ君」という名前を付けている。
中崎 市子（）
律子よりはクールな性格。本庁のSWATから引き抜きの話が来るほどの射撃の腕前を持つ。生まれてから23年間、誰からも告白されたことが無いが、中盤でロッククリムゾンから惚れられる。
市子と律子はあけぼの署の婦警コンビで交通課所属だが、2人とも正義感に熱いためジャマンガに立ち向かう。署長の命令を無視して拳銃を発砲したり、散弾銃や機関銃などをぶっ放したりと過激だが、交通規則は守ろうとする。ちゃっかりしたところもあり、剣二を「ルーキー」と呼び新人扱いで振り回すこともある。
雪村 雄三郎（）
あけぼの署の署長。3バカトリオの1人でおだてに弱い。若いころはやる気に溢れ住民の信頼も厚いお巡りさんだったが、歳を重ねるごとに弱気な事勿れ主義となり、ジャマンガ対策はSHOTに任せっ切りである。しかし終盤で魔弾戦士が出動できない状況になった際には、小町に励まされてやる気を取り戻す。剣二と共に、小町の姿を見ることができる数少ない存在。釣りが趣味。最終回には登場しておらず、ボードのみの登場となっている。
花田 健一（）
あけぼの署の刑事課長。3バカトリオの1人だが、真っ先に魔物に飛びついて他の2人を逃がしたことから、3バカの中でも多少は良い働きをする。精悍な顔立ちで、厳しそうな人柄。剣二と不動の署内での直属の上司。カンフー映画オタク。
月岡 留七（）
あけぼの署の交通課課長。3バカトリオの1人で太っている。7人兄弟の末っ子。
駒走 徳治（）
あけぼの署の巡査。「 - であります!」といった軍人口調が特徴。真面目で責任感が強い。妻子持ち。派出所勤務だが、多忙時にはあけぼの署を手伝うこともある。
『トミカヒーロー レスキューフォース』に似ている人物がゲストとして二人登場しており、口癖も同じ（一人は劇中、もう一人は劇場版に登場している）。
牛山 塩三（）
あけぼの署の巡査。小太り。派出所勤務だが、多忙時にはあけぼの署を手伝うこともある。

### あけぼの町の住民
野瀬 かおり（）
あけぼの町のマドンナ。「フローリストのせ」という花屋を営む。おっとりした性格で天然ボケだが、生まれ育ったあけぼの町を愛する気持ちは人一倍強く、あけぼの町の人々が遣い魔になったときもただ1人自身の意思を長時間保つ。武道大会を華道で勝ち進み、あけぼの町自警団のリーダーに就任する。剣二に好意を持たれているが剣二の気持ちに気づく様子はなく、白波に惹かれているらしい。最終話では白波に花を渡した。
猪俣 熊蔵（）
あけぼの町で肉屋「肉のいのまた」を営む主人。名物の「魔物コロッケ」は、剣二曰く美味いことは美味いがもう一味足りないらしい。魔物の襲撃により店を破壊されたり、ようやく営業を再開した矢先に店が全焼したりと、不幸続きの可哀相な人。剣二を気に入っているようで、よく家に上げて食事を共にしたり、時には泊まらせたりする。
猪俣 邦子（）
熊蔵の妻。担当はコロッケを揚げること。韓流スター、アン・ドンゴンの熱狂的なファン。剣二のことを「ケンちゃん」と呼ぶ。
鹿山 八五郎（）
あけぼの町名物「あけぼの塗り」の左官屋。半ちくな仕事はしない主義で、魔物が出ても完成するまで仕事を中止しない。
鹿山 為吉（）
ヘヴィメタルバンドのギタリストで、ニックネームはタミー。ヘヴィメタル特有のファッションとメイクをしていたため、住民から魔物呼ばわりされていた。
蝶野 富雄（）
あけぼの町でラーメン屋「豚々亭（）」を営む若い主人。野瀬かおりに好意を抱いているらしい。
ガジロー
あけぼの寺で働く男。寺ではあまり真面目に働いていないらしく、豚々亭やあけぼの署にいることの方が多いが、町の子供たちや剣二とは仲良し。不動が出前で注文した昼飯を勝手に食べることがある。モデルは『男はつらいよ』の源公。
上野 佳子（）
あけぼの町の主婦。「君のそ名た」というドラマの主人公「ハルヒコさん」にハマっており、見境無く誰かに抱きついて「ハルヒコさん!」と叫ぶ癖があるが、後に不動のことに夢中になり「フー様」と追っかけをしている。
上野 繁（）
上野佳子の息子。勉強好きでカッパ地蔵を研究している生意気な小学生。野瀬かおりがお気に入り。
姫野 美咲（）
あけぼの町の太った主婦。不動を「おっさん」と呼ぶ。ネットゲームにハマっている小学生の息子がいる。肉のいのまたの奥さんとはアン様のファン仲間。『トミカヒーロー レスキューフォース』で同名で酷似した人物が登場するが、別人。
勅使河原 浩（）
あけぼの町長の息子。引ったくりの被害から鈴に助けられ、そのまま一目惚れしてお見合いに持ち込むが、鈴の剣二への気持ちに気付き身を引く。しかし、その後も鈴への恋心は変わらず、体を張って魔物から鈴を守ったこともある。真面目で低姿勢で爽やかな好青年。

### その他
栗原 小町（）
あけぼの署に住む謎の女。後に幽霊と判明する。生前は日本初の女性警察官（巡査長）（公式HPなどでは「日本初の女性警察官」だが、作中本編中のセリフでは「日本初の女性捜査官」。この作品世界では警察官と捜査官の違いが明確にされていない模様）だったが殉職して幽霊になった。なぜかか剣二とゲキリュウケン（ゴッドゲキリュウケン）や雪村署長だけがその姿を見ることができる。お茶目な性格で剣二がお気に入り。当初は現世に物理的に干渉すると力を大きく消耗していたが、霊界で修行を積み霊力を強化することで魔物とも戦えるようになる。しかし、剣二の体力を回復させるために霊力を使いすぎて霊力を失ってしまう。終盤でも霊力を使い魔物と戦うがDr.ウォームにより再度霊力を失う。
西園寺 海（）
剣二の幼馴染であり姉弟子であり婚約者。袴姿で木刀を愛用する。剣の腕はその木刀で遣い魔を撃破するほど。剣二の様子を見るためにあけぼの町を訪れ、剣技の型からリュウケンドーが剣二であると見抜く。1度帰郷するが、その後も何度かあけぼの町を訪れる。SHOTや魔弾戦士本人たち以外で魔弾戦士の正体を知る数少ない人物。婚約者ではあるが剣二は幼いころから海に徹底的に木刀で追い回されながら稽古をさせられたトラウマから、悪夢に悩まされるほど彼女を恐れており、結婚する気はさらさら無いらしい。また、本人もそれを自覚しているような節があり、むしろ鈴を応援している様子。その猛烈なまでの気性の激しさからか、不動や白波さえも彼女には頭が上がらない。
御厨（）博士
中盤から登場。都市安全保安局、魔法テクノロジー開発部に所属する魔法博士。天地と白波の過去の因縁について知る人物。以前はヨーロッパ勤務だったが、リュウジンオーのあけぼの町出現に際し来日する。

異装の男 / 魔弾剣士マスターリュウケンドー
終盤に登場。光のカノンの書の力によって一時的に人間に戻ったゴッドゲキリュウケンで、彼が変身する先代のリュウケンドーがマスターリュウケンドーである。キーの力は使えないものの、様々な魔法を使う魔法の達人で、その戦闘力はゴッドリュウケンドーにも引けを取らずレディゴールドを退却させるほど。また、必殺技の究極魔弾斬りはリュウケンドーのものと違い、エネルギー弾を野球のように打つもの。グレンゴーストの復活と最強の技である究極魔弾斬りを剣二に教え、ゴッドゲキリュウケンに戻る（人の姿に戻っていた時の記憶はゴッドゲキリュウケンには無い）。
その後、グレンゴーストとの最終決戦の直前にゴッドゲキリュウケンが記憶を取り戻したことにより登場。グレンゴーストを倒すための最後の手段を剣二に伝え、再びゴッドゲキリュウケンに戻る（以前と違い、人の姿に戻った時の記憶も存在する）。

## 魔弾戦士

### 魔弾剣士リュウケンドー
鳴神剣二が変身する剣を用いて戦う魔弾戦士。マダンキーの力で3つのモードにチェンジするが、生身の状態からのモードチェンジは不可能。リュウガンオー、リュウジンオーと異なり、リュウケンドーの表記が「童」であるのは、まだ成長途中で完成されていない戦士であるため。デザインモチーフは「剣」と「西洋甲冑」。主な決め台詞は「闇に抱かれて眠れ」。
ファイヤーリュウケンドー（ファイヤーモード）
ファイヤーキーの力により火炎武装した姿。炎の力を司り、パワーに優れた形態で、熱攻撃に耐性を持つ。
アクアリュウケンドー（アクアモード）
アクアキーの力により氷結武装した姿。水と氷の力を兼ね備え、機動力に優れた形態。
サンダーリュウケンドー（サンダーモード）
サンダーキーの力により雷電武装した姿。他の形態より高い能力を持つが、その分制御も難しく魔力がすぐに無くなる可能性もある。サンダーウィングと合体することでサンダーウィングリュウケンドーという飛行形態になることも可能。
武器・獣王
撃龍剣（）
マダンキーを差し込むことにより様々な力を発揮する強力な剣。小型のモバイルモードに変わることもでき、その際は左腰に装着される。マダンダガーを合体させることでツインエッジゲキリュウケンにすることも可能。
マダンナックル
魔弾戦士共通の手甲型武器。腕に装備してパンチ力を強化する。ナックルスパークという約9000ボルトの威力を持つ電流を放つことも可能だが、遣い魔以外には通じないことが多い。
マダンダガー
ゲキリュウケンに合体させることができる短剣。ドーム状の部分からダガースパイラルチェーンという光のカノン文字の魔法のチェーンで敵を拘束する技を放つことも可能。この技のカノン文字はパワースポットに封印された獣王サンダーイーグルの封印を解く暗号である。

獅子獣王ブレイブレオン
ライオンのノーマル属性の獣王で勇気の力を司る。ビークルモードレオントライク（3輪バイク）に変形する。プライドが高い性格であるため当初は剣二の言うことをほとんど聞かなかったが、後に三位一体攻撃も可能となる。

炎獣王ファイヤーコング
ゴリラの獣王で炎の力を司る。ウェポンモードファイヤーキャノンに変形する。ファイヤーリュウケンドーを両腕で押し上げるハイジャンプ技を得意とする。絶大なパワーを誇るが巨体の割に気が小さく、ちょっとしたことで傷つく。ゴリラだけにバナナが好物。

水獣王アクアシャーク
サメの獣王で水の力を司る。水陸両用のビークルモードアクアボード（ジェットボード）に変形する。人なつっこくて命令に忠実、最もクレバーで頭の切れる獣王。

サンダーイーグル
- 飛行速度（ウイングモード時）：マッハ15

ワシの獣王で雷の力を司る。ウイングモード・サンダーウィングに変形する。気が荒い性格であるため、パワースポットに封印されていた。
マダンキー
リュウケンキー
リュウケンドーに撃龍変身する。
マダンファイナルキー
魔弾斬りを発動する。
レオンキー
ブレイブレオンを召喚する。
ナックルキー
マダンナックルを召喚する。
ダガーキー
マダンダガーを召喚する。
ファイヤーキー
炎属性のマダンキー。
ファイヤーファイナルキー
炎属性に変化したファイナルキー。火炎斬りを発動する。
コングキー
ファイヤーコングを召喚する。
アクアキー
水属性のマダンキー。
アクアファイナルキー
水属性に変化したファイナルキー。氷結斬りを発動する。
シャークキー
アクアシャークを召喚する。
サンダーキー
雷属性のマダンキー。
サンダーファイナルキー
雷属性に変化したファイナルキー。雷鳴斬りを発動する。
イーグルキー
サンダーイーグルを召喚する。
必殺技
ゲキリュウケン魔弾斬り
リュウケンドーの必殺技。
三位一体 ゲキリュウケン魔弾斬り
リュウケンドー、ブレイブレオン、ゲキリュウケンが三位一体となり放つ魔弾斬りの派生技。初めて使用した際とそれ以降では技の形が異なる。
ツインエッジゲキリュウケン超魔弾斬り
ツインエッジゲキリュウケンを使い放つ魔弾斬りの上位技。
ゲキリュウケン火炎斬り
ファイヤーリュウケンドーが使う魔弾斬りの派生技。約5000度の炎に包まれたゲキリュウケンで斬りつける場合と、火炎放射の遠距離攻撃がある。
ツインエッジゲキリュウケン超火炎斬り
ツインエッジゲキリュウケンを使い放つ火炎斬りの上位技。
ファイヤーキャノン
ファイヤーリュウケンドーとファイヤーコング（キャノンモード）が合体して放つ攻撃。これで相手を火達磨にした後、火炎斬りまたは超火炎斬りでとどめをさすこともある。
ゲキリュウケン氷結斬り
アクアリュウケンドーが使う魔弾斬りの派生技。斬撃と同時に絶対零度の冷気を喰らわして敵を氷結・破壊する場合と、冷気を放ち広範囲を氷漬けにする場合がある。
ツインエッジゲキリュウケン超氷結斬り（本編未使用）
ツインエッジゲキリュウケンを使い放つ氷結斬りの上位技。
ゲキリュウケン雷鳴斬り
サンダーリュウケンドーが使う魔弾斬りの派生技。数百万ボルトの電流をまとった斬撃を放つ。
ツインエッジゲキリュウケン超雷鳴斬り
ツインエッジゲキリュウケンを使い放つ雷鳴斬りの上位技。サンダーリュウケンドーまたはサンダーウィングリュウケンドーが使用する。
三位一体 ゲキリュウケン雷鳴斬り
サンダーリュウケンドー、サンダーイーグル、ゲキリュウケンが三位一体となり放つ雷鳴斬りの派生技。サンダーウィングリュウケンドーが使用する。

#### 魔弾剣士ゴッドリュウケンドー
リュウケンドーが進化した姿。鳴神剣二が変身する。
バーニングリュウケンドー（バーニングモード）
バーニングキーの力により超火炎武装した姿。プロテクターから高熱を発する。
ブリザードリュウケンドー（ブリザードモード）
ブリザードキーの力により超氷結武装した姿。
ライトニングリュウケンドー（ライトニングモード）
ライトニングキーの力により超雷電武装した姿。ライトニングウィングと合体することでライトニングウィングリュウケンドーという飛行形態になることも可能。

究極魔弾剣士アルティメットリュウケンドー
アルティメットキーの力により究極武装した姿。
武器・獣王
ゴッドゲキリュウケン
ゲキリュウケンが進化した大型武器。左腕にマウントされ、剣と盾への分離が可能。盾はダイヤモンドの100倍の硬さを持つ。通常、キーを差し込む際は剣を納めた盾のような形態であるが、ファイナルキーを差し込む（必殺技を放つ）際のみ再度合体して大型剣になる（変身する際とは逆に柄の方が盾に納められた状態）。小型のモバイルモードに変わることもでき、その際は左手首（変身後は左腰）に装着される。鳴神龍神流に盾を使った技はないため、剣二は独自に技を編み出した。
ゴッドゲキリュウケン・アルティメットモード（アルティメットゲキリュウケン）
ゴッドゲキリュウケンとアルティメットドラゴンが1つになったゴッドゲキリュウケンの究極進化形態。ゴッドゲキリュウケンと同じく剣と盾への分割や大型剣への結合も可能。アルティメットリュウケンドーが使用する。
アルティメットドラゴン
アルティメットリュウケンドーへの変身の途中で出現するドラゴン。分離してゴッドゲキリュウケンと1つになることが可能。
超獅子獣王ゴッドレオン
- 最高速度（ビークルモード時）：2200km/h

ゴッドリュウケンドーが所持するブレイブレオンの進化形態。ビークルモードゴッドトライクに変形する。

超コング獣王バーニングコング
ゴッドリュウケンドーが所持するファイヤーコングの進化形態。ウェポンモードバーニングキャノンに変形する。新たに2門のキャノン砲（バーニングキャノン）が加わっている。

ブリザードシャーク
ゴッドリュウケンドーが所持するアクアシャークの進化形態で、氷と水の力を司る。ビークルモードブリザードボードに変形する。ブリザードボードに変形すると2つの鰭（ノズル）から冷気を放射する能力が加わっている。

ライトニングイーグル
ゴッドリュウケンドーが所持するサンダーイーグルの進化形態。ウィングモードライトニングウィングに変形する。
究極獣王ライジンリュウ
- 最高速度（ビークルモード時）：マッハ25

アルティメットリュウケンドーが所持するドラゴンの究極獣王。アルティメットファイナルキーの力でゴッドレオンを始めとする4体の獣王を召喚し、融合させて誕生する。ビークルモードライジントライクに変形する。
マダンキー
ゴッドリュウケンキー
リュウケンキーが変化したマダンキー。ゴッドリュウケンドーに撃龍変身する。
ゴッドファイナルキー
ファイナルキーが変化したマダンキー。龍王魔弾斬りを発動する。
ゴッドレオンキー
レオンキーが変化したマダンキー。ゴッドレオンを召喚する。
バーニングキー
駒走の町を守りたいという思い（ただし、剣二は鈴への思いだと勘違いしていた）から生まれた剣二の熱い心を受け変化したファイヤーキー。
バーニングコングキー
コングキーが変化したマダンキー。バーニングコングを召喚する。
バーニングファイナルキー
炎属性に変化したゴッドファイナルキー。爆炎斬りを発動する。
ブリザードキー
剣二と小町のお互いを助けたいという気持ちを受け変化したアクアキー。
ブリザードシャークキー
シャークキーが変化したマダンキー。ブリザードシャークを召喚する。
ブリザードファイナルキー
水属性に変化したゴッドファイナルキー。爆氷斬りを発動する。
ライトニングキー
剣二、不動、白波の友情の力を受け変化したサンダーキー。
ライトニングイーグルキー
イーグルキーが変化したマダンキー。ライトニングイーグルを召喚する。
ライトニングファイナルキー
雷属性に変化したゴッドファイナルキー。爆雷斬りを発動する。
アルティメットキー
真アルティメットキーが分離した3つのマダンキー。
真アルティメットキー
究極魔弾剣士アルティメットリュウケンドーに究極武装する。大魔王グレンゴーストが完全に消滅した際、このキーも消滅した。劇中ではこの状態でもアルティメットキーと呼ばれる。
アルティメットファイナルキー
獣王を呼び出し、三位一体・究極魔弾斬りを発動する。
必殺技
ゴッドゲキリュウケン龍王魔弾斬り
ゴッドリュウケンドーの必殺技。1発で通常の魔弾斬り100回分の威力を持つ。威力は劣るがゴッドファイナルキーなしで使用することも可能。
三位一体 ゴッドゲキリュウケン龍王魔弾斬り
ゴッドリュウケンドー、ゴッドレオン、ゴッドゲキリュウケンが三位一体となり放つ龍王魔弾斬りの派生技。
ゴッドゲキリュウケン爆炎斬り
バーニングリュウケンドーが使う火炎斬りの派生技。7000度の炎をまとった斬撃を放つ。威力は劣るがバーニングファイナルキーなしで使用することも可能。
三位一体 ゴッドゲキリュウケン爆炎斬り
バーニングリュウケンドー、バーニングコング、ゴッドゲキリュウケンが三位一体となり放つ爆炎斬りの派生技。バーニングキャノンの砲撃とともにゴッドゲキリュウケンで斬り付ける突進技。
バーニングキャノン
バーニングリュウケンドーとバーニングコング（キャノンモード）が合体して放つ攻撃。
ゴッドゲキリュウケン爆氷斬り（本編未使用）
ブリザードリュウケンドーが使う氷結斬りの派生技。より強力な冷気をまとった斬撃を放つ。
三位一体・ゴッドゲキリュウケン爆氷斬り
ブリザードリュウケンドー、ブリザードシャーク、ゴッドゲキリュウケンが三位一体となり放つ爆氷斬りの派生技。
ゴッドゲキリュウケン爆雷斬り（本編未使用）
ライトニングリュウケンドーが使う雷鳴斬りの派生技。1000万ボルトの雷をまとった斬撃を放つ。
三位一体 ゴッドゲキリュウケン爆雷斬り
ライトニングリュウケンドー、ライトニングイーグル、ゴッドゲキリュウケンが三位一体となり放つ爆雷斬りの派生技。ライトニングウイングリュウケンドーが使用する。
三位一体 ゴッドゲキリュウケン・アルティメットモード（アルティメットゲキリュウケン）究極魔弾斬り
アルティメットリュウケンドー、ライジンリュウ、ゴッドゲキリュウケン・アルティメットモード（アルティメットゲキリュウケン）が三位一体となり放つアルティメットリュウケンドーの必殺技。
九位一体 究極魔弾斬り
3人の究極魔弾戦士の三位一体技を同時に放つ最強最大の必殺技。ライジンリュウにアルティメットウルフとアルティメットデルタシャドウが合体し、3人の力を合わせて出した金色の龍で敵を締め上げ、パワーを全開にしたアルティメットゲキリュウケンで敵を斬る。アルティメットキーの力を最大限に消費するため100年に1度しか使えない。

### 魔弾銃士リュウガンオー
不動銃四郎が変身する銃を用いて戦う魔弾戦士。不動本人の意向により、マダンキーによるモードチェンジは行わない。デザインモチーフは「銃」と「メカニカルヒーロー」。主な決め台詞は「ジ・エンド」。
武器・獣王
剛龍銃（）
マダンキーを差し込むことにより様々な力を発揮する他、銃口にブレードをセットすることでソードモードに変形することも可能な銃。小型のモバイルモードに変わることもでき、その際は右腰に装着される。生身の状態では発射の衝撃が大きすぎるため、全身の骨がバラバラになる可能性がある。
マダンナックル
魔弾戦士共通の手甲型武器。リュウケンドー同様、ナックルスパークを使用可能。
ウルフ獣王バスターウルフ
- 最高走行速度（ビークルモード時）：1700km/h

リュウガンオーが所持する狼の獣王で友情の力を司る。ビークルモードウルフバイクに変形する。銃四郎とは厚い信頼で結ばれている。
マダンキー
リュウガンキー
リュウガンオーに剛龍変身する。
ショットキー
ドラゴンショットを発射する。
ウルフキー
バスターウルフを召喚する。
ナックルキー
マダンナックルを召喚する。
キャノンファイナルキー
ドラゴンキャノンを発射する。
必殺技・その他の技
ドラゴンキャノン
ゴウリュウガンから放つリュウガンオーの必殺技。1発でドラゴンショットの弾丸100発分の威力を持つ。本来は習得に1か月かかるはずだが、不動の努力により半日で習得する。
三位一体・ドラゴンキャノン
リュウガンオー、ゴウリュウガン、バスターウルフが三位一体となり放つドラゴンキャノンの派生技。
ドラゴンショット
ゴウリュウガンマシンガンモードから10秒間に100発の光弾を放つ連射技。変身しなくても使用可能だが、身体が反動に耐えられない。ドラゴンキャノンが100発の弾丸を1度に発射するのに対し、こちらは100発の弾丸を連続で発射していることが特徴。

#### 魔弾銃士マグナリュウガンオー
リュウガンオーが進化した姿。不動銃四郎が変身する。

究極魔弾銃士アルティメットリュウガンオー
マグナリュウガンオーが全開になったパワースポットの力により究極進化した姿。
武器・獣王
ゴウリュウガン
リュウガンオーのころよりも分析能力や連射性能が高くなっており、ショットキーなしでドラゴンショット並の連射が可能。必殺技を放つ（ファイナルキーを差し込む）際はマダンマグナムを合体させることによりマグナゴウリュウガンとなる。
アルティメットゴウリュウガン
マグナゴウリュウガンの究極進化形態。10秒間に500発の光弾を放つことが可能。
マダンマグナム
マグナリュウガンオーに変身すると同時に召喚されるサブマシンガン。10秒間に100発の弾丸を発射するというドラゴンショット並の連射ができ、ソードモードに変形することも可能で、ゴウリュウガンとの二刀流はダブルソードモードと呼ばれる。
超ウルフ獣王マグナウルフ
- 最高速度（ビークルモード時）：2300km/h

マグナリュウガンオーが所持するバスターウルフの進化形態。ビークルモードマグナバイク（2輪バイク）に変形する。新たにキャノン砲が2つ加わっている。
究極獣王アルティメットウルフ
- 最高速度（ビークルモード時）：3000km/h

マグナウルフが進化した究極獣王。
マダンキー
マグナリュウガンキー
マグナリュウガンオーに剛龍変身する。
マグナファイナルキー
マグナドラゴンキャノンを発射する。
マグナウルフキー
マグナウルフを召喚する。
マグナムキー
玩具ではマダンマグナムに付属しているが、本編では使用していない。
アルティメットキー
真アルティメットキーが分離した3つのマダンキー。
アルティメットキャノンファイナルキー
アルティメットドラゴンキャノンを発射する。
必殺技・その他の技
マグナドラゴンキャノン
マグナゴウリュウガンから放つマグナリュウガンオーの必殺技。1発で通常のドラゴンキャノン100発分の威力を持つ。
三位一体・マグナドラゴンキャノン
マグナリュウガンオー、マグナウルフ、マグナゴウリュウガンが三位一体となり放つマグナドラゴンキャノンの派生技。
ダブルショット
ゴウリュウガンとマダンマグナムからドラゴンショット並の連射を同時に放つ。
アルティメットドラゴンキャノン
アルティメットゴウリュウガンから放つアルティメットリュウガンオーの必殺技。劇中では九位一体・究極魔弾斬りを放つ際に使用する。

### 魔弾闘士リュウジンオー
白波鋼一が変身する斧を用いて戦う魔弾戦士。中盤から登場。デザインモチーフは「斧」と「どくろ」。特定の決め台詞はない。シャドウウイングと合体することでシャドウウイングリュウジンオーという飛行形態になることも可能。

究極魔弾闘士アルティメットリュウジンオー
リュウジンオーがパワースポットの力により究極進化した姿。
武器・獣王
斬龍刃（）
マダンキーの力を差し込むことにより様々な力を発揮する他、アックスモードとアーチェリーモードの2つのモードに変形することが可能な斧。小型のモバイルモードに変わることもでき、その際は左腰（変身前は右腕）に装着される。
アルティメットザンリュウジン
ザンリュウジンの究極進化形態。アーチェリーモードは以前の約10倍の威力の光矢を放つことができ、アックスモードは雷をまとった斬撃を放つことが可能。
マダンナックル
魔弾戦士共通の手甲型武器。リュウケンドー同様、ナックルスパークを使用可能。

クロウ獣王デルタシャドウ
- 最高速度（ビークルモード時）：2200km/h

リュウジンオーが所持するカラスの獣王で知恵の力を持つ。ウイングモードシャドウウイングとビークルモードシャドウバイクの2つのモードに変形する。
アルティメットシャドウ
- 最高速度：2700km/h

デルタシャドウが進化した究極獣王。
マダンキー
リュウジンキー
リュウジンオーに斬龍変身する。
シャドウキー
デルタシャドウを召喚する。
ナックルキー
マダンナックルを召喚する。
アックスファイナルキー
乱撃を発動する。
アーチェリーファイナルキー
乱舞を発動する。
アルティメットキー
真アルティメットキーが分離した3つのマダンキー。
アルティメットアックスファイナルキー
究極乱撃を発動する。本編未使用。
アルティメットアーチェリーファイナルキー
究極乱舞を発動する。
必殺技・その他の技
ザンリュウジン乱撃
ザンリュウジン（アックスモード）を使い放つリュウジンオー（またはシャドウウイングリュウジンオー）の必殺技。
三位一体・ザンリュウジン乱撃
リュウジンオー、シャドウウイング、ザンリュウジン（アックスモード）が三位一体となり放つ乱撃の派生技。シャドウウイングリュウジンオーが使用する。
ザンリュウジン乱舞（本編未使用）
ザンリュウジン（アーチェリーモード）を使い放つリュウジンオーの必殺技。
三位一体・ザンリュウジン乱舞
リュウジンオー、シャドウバイク、ザンリュウジン（アーチェリーモード）が三位一体となり放つ乱舞の派生技。最高速度で疾走したシャドウバイクでザンリュウジン乱舞を放つ。
烈風
リュウジンオーだけが使える超高速移動で、移動しながらの攻撃も可能。移動速度はマッハ5。「疾風」と呼ぶ場合もある。
烈風刃
超加速斬撃。攻撃速度はマッハ5。大勢の敵を一掃することが可能だが、大量にエネルギーを消費する。
ザンリュウジン究極乱撃（本編未使用）
アルティメットザンリュウジン（アックスモード）を使い放つアルティメットリュウジンオーの必殺技。
ザンリュウジン究極乱舞
アルティメットザンリュウジン（アーチェリーモード）を使い放つアルティメットリュウジンオーの必殺技。劇中では九位一体・究極魔弾斬りを放つ際に使用する。

## 魔人軍団ジャマンガ
あけぼの町に現れる魔物たちの軍団。最大の目的は人間の不安や恐怖心などの負の感情から生まれるマイナスエネルギーを集め、大魔王グレンゴーストを復活させること。あけぼの町に存在するパワースポットの封印が解かれたことで出現するようになった。

大魔王グレンゴースト（）
ジャマンガの支配者。古代の戦いでマスターリュウケンドーたちに敗れるが、完全に消滅せず卵の状態で生き延び、マイナスエネルギーを吸収しながら復活の時を窺う。
アルティメットリュウケンドーにより1度は卵の状態でジャマンガ城と共に倒されるが、後に幼虫体となり出現。アルティメットリュウケンドーの攻撃を受けて核のみとなるものの、Dr.ウォームと融合して等身体になる。その後、パワースポットの力により、巨大な蝶のような姿の最終形態へと進化を果たすが、集結した3体の究極魔弾戦士の力に敗北、消滅した。
毒虫博士Dr.ウォーム（）
ジャマンガ最高幹部の1人。闇の力に属したマダンキーを魔法の炉にくべて次々と魔物を生み出すマッドサイエンティスト。遣い魔を伴いあけぼの町に行くこともあるが自分で戦おうとしないため、ジャークムーンとは極めて仲が悪い。また、ロッククリムゾン以外の他の幹部ともあまり仲が良くない。大魔王グレンゴーストに忠実で、大魔王復活のための努力を惜しまない。そのため、反りが合わない他の幹部たちの作戦でも、結果的にマイナスエネルギーさえ集まれば良いと考えている模様。前線に赴く際には専用のソーサーに乗って飛行する。睡眠時には枕を用意し、パジャマとナイトキャップを着用する。
実はグレンゴースト幼虫体の細胞から作られた魔物で、グレンゴーストの核と融合しグレンゴーストの等身体のボディのベースとなる。
第51話と最終話ではOPで表記されるが登場はしない。

月蝕仮面ジャークムーン（） / メカニムーン
ジャマンガ最高幹部の1人。元はDr.ウォームが生み出した魔物の1体である。暗黒月光剣という剣技を操るリュウケンドーのライバルで、愛剣は月蝕剣。三日月の太刀や半月の太刀、新月の太刀を必殺技とする。独特の剣士の美学を重んじ、卑怯な手段を嫌うが、戦いにおいては決して手加減をしない。力こそ全てと考えており、大魔王すらも以前ほどの力がなければ自らの手で倒すと公言する。回を追う毎に、リュウケンドーとは敵味方の関係を超えた絆を築き、剣士として互いに通じるものを見出す。
後に剣士としての誇りと魔物としての心の葛藤により、一時暴走し、グレンゴーストに謀反とみなされて処刑されそうになる。ブラッディに助けられるも自己崩壊を起こすが、満月の夜にリュウケンドーに剣士の誇りを賭けて戦いを挑み、敗北し消滅する。
その後、亡骸と愛剣の一部がブラッディにより密かに回収され、身体の一部を機械化したメカニムーンとして復活。以後戦闘では剣を使用せず徒手空拳で闘う。メカニムーンは単なるブラッディの命令のみに従う操り人形でジャークムーンの魂は失われているようであったが、ブラッディが倒されたことにより元の姿であるジャークムーンとして復活（メカニムーンであった時の記憶は全て失われていた）し、以前倒された場所でゴッドリュウケンドーに最後の戦いを挑み、敵味方を越えた戦いを演じて散っていった。

黄金女王レディゴールド（）
中盤から登場。3万26歳。ジャマンガ最高幹部の1人で以前はヨーロッパで活動していた。左目の龍のレリーフはイギリスでのリュウジンオーとの戦いでのときに付けられた傷を隠すもので、リュウジンオーのことを忘れないためにあえて龍の形にしている。直接戦うことよりも謀の類を得意とするが、実戦においてはリュウジンオーの加速技「烈風」に匹敵する速さで移動する奥義「ゴールドラッシュ」を生かした戦法でリュウケンドーたちを翻弄する。ジャークムーン同様Dr.ウォームを蔑視しており、炉に座って登場しDr.ウォームの神経を逆撫ですることが多い。ノーマルヴァージョンと猫を思わせる身軽な軽装の戦闘ヴァージョンの2つのスーツを持ち、人間体美女レディに変化することもある。飽きっぽく気まぐれな性格で、面白そうなら仲の悪い幹部と手を組むこともある。
アルティメットキーを体内に隠された3体の魔物のうちの1体で、何度倒されてもキーの力で瞬時に再生する。左耳のイヤリングが弱点であり、アルティメットキーが抜き取られた後、マグナリュウガンオーにそこを撃ち抜かれ、消滅した。
- テレビシリーズDVDに収録されている「今日のジャマンガ情報DVD限定版」では「レディーゴールド」と紹介されている。

岩石巨人ロッククリムゾン（）
中盤から登場。3万45歳。ジャマンガ最高幹部の1人で以前はオーストラリアにいた。普段は寡黙だが、「馬鹿」と言われると猛烈に怒り狂って暴走する。魔弾戦士の攻撃をものともしない超高密度な硬い身体と圧倒的な怪力を持ち、射程15kmの右肩の大砲クリムゾンキャノンと新幹線の約2倍の最高移動スピードを誇る巨大な球状の岩石ボールに変型する能力で大規模破壊を行う。ジャマンガの幹部にしては珍しくDr.ウォームの信頼が厚く、彼からは「盟友」と呼ばれる。その一方、あと一歩のところで作戦が失敗し、レディゴールドに嘲笑されて悔しがるDr.ウォームが枕を破いた際には、散らかった羽毛を掃除するようウォームに促していた。
アルティメットキーを体内に隠された3体の魔物のうちの1体で、キーの効力によりコアである石を破壊されない限り何度でも復活する。最終的にアルティメットリュウケンドーに倒された。
- デザイン画では緑色であった。

血煙伯爵ブラッディ（）
中盤から登場。ジャマンガ最高幹部の1人。3万39歳。機械仕掛けの魔法使いか幽霊のような姿をしており、小型の機械に姿を変えることができる。先端がドリルの槍ブラッディドリルランスを装備している。
処刑寸前のジャークムーンを逃がして知恵を貸し、リュウケンドーと戦わせてその剣を回収する。ヨーロッパで行われたSHOTの実験を妨害し、白波の両親を実質的に殺害した張本人で、魔弾龍のコア破壊を執拗に狙う。SHOTの魔的反応レーダーに反応しない上に戦闘力の高い魔的メカで独自に作戦を行う。全幹部の中で最も高慢な性格で、情け容赦の無い非道な作戦を遂行するが、実戦はあまり強くない。そのため、出撃する際にはメカニムーンを護衛に付けていることが多い。
アルティメットキーを体内に隠された3体の魔物のうちの1体で、何度倒されてもキーの力で瞬時に再生する。最終的にアルティメットキーを抜き取られ、リュウジンオーに倒された。
魔獣（）
Dr.ウォームがマダンキーを魔法の炉に入れて呪文を唱えることで生み出す怪物たち。巨大な者から虫ほどの者まで大きさや形は様々。人間からマイナスエネルギーを発生させることが目的で、あけぼの町に様々な騒動を巻き起こす。
魔的メカ（）
ジャマンガの戦力となるメカ。ブラッディが製作する戦士タイプは強化型を含め3体登場した。

遣い魔（）
ジャマンガの中で最も下等な魔物の戦闘員。常人の約4倍の力を持つ。色は紫色に黄色のラインで、頭部に一対の羽のような突起を持ち、顔は単眼と不気味な姿をしているが、コミカルな面も多い。Dr.ウォームの魔法によって生み出されるため、数に限りはない。魔弾戦士からは「ザコ」と呼ばれる。鳴き声は「ギジャ!ギジャ!」（メカ遣い魔は「メカー!」）だが、ツカイマスターとシノビ遣い魔は発声しない。戦闘では独自の形状の剣「ツカイマソード」を使用する。主に戦闘や雑用を行う。最終決戦では復活したグレンゴーストの魔力によってあけぼの町を始め世界中の人々が次々に遣い魔になっていった。
遣い魔の中でも選りすぐりのエリートは上級遣い魔と呼ばれる。上級遣い魔にはツカイマスターやシノビ遣い魔、レディゴールド親衛隊の「フォボス」「ガニメデ」「ユウロパ」という女性の遣い魔（人間体に変化することもある）や、ブラッディの手下のメカ遣い魔が存在する。上級遣い魔はそのほとんどがマダンキーを使って生み出され、主が存在する限り倒されても何度でも復活できる。また、普通の遣い魔に指示を出し、戦闘などの指揮を執ることができる模様。

## 用語集
魔弾キー（）
魔法の力を持つ「鍵」全般の呼び名で善悪のどちらも使用する。ただし、最初はジャマンガが持っているため、リュウケンドーたちがマダンキーを回収するには敵の魔物を倒さなければならない。
マダンキーには当たり外れがあるようで、回収したキーが必ず魔弾戦士の装備として使えるとは限らない。回収したキーをSHOT基地の魔法発動機の上に置くと、当たりのキーの場合のみ光のカノンの書の新たなページの封印が解け、新しい呪文が浮かび上がる。その新しく開いたページの魔法をキーにダウンロードすることにより、魔弾戦士の装備として使えるようになる。また、調整をしないまま使用すると何が起こるか分からない。剣二は未調整のマダンキーを使用したことがあり、撃龍剣（ゲキリュウケン）がショック状態になりリュウケンドーに変身できなくなったことや、爆発したことがある。
リュウケンドー、リュウガンオーが使用するものは黒、リュウジンオー、マグナリュウガンオー、ゴッドリュウケンドーが使用するものは白、アルティメットキーは金色となっている。
SHOT
正確には、Shoot hell Obduracy Trooper・対魔戦特別機動部隊。都市安全保安局に所属する魔物と戦う組織で、あけぼの署の地下に存在する。あけぼの署員も町民もSHOTの存在は知っているが、どこに有るか、SHOTの隊員が誰なのかなどは知らない。秘密組織である理由は、公的に存在を証明できない魔物対策に大っぴらに予算を費やすことができないため。
SHOT基地は敵の直接攻撃を想定していないために武装はされていないが、魔法力を込めた4つの石碑によるシールドで保護されている。この石碑が破壊されると基地内の魔法発動機から発生する魔法力が外部に漏れ、敵に基地を発見される危険が生じる。
魔法発動機
SHOT基地の魔法発動ルームに設置された特殊な機械で、コアユニットと光のカノンの書を中心に構成される。元々は遺跡から発掘された超古代魔法文明の遺物を元に作られた。マダンキーの分析や調整、魔弾龍の整備、物質の転送などに利用されるが、SHOTに所属する魔弾戦士たち（リュウケンドー、リュウガンオー）の魔法力はこの魔法発動機と連動しているため、魔法発動機が暴走したり破壊されたりすると変身をはじめとする全ての活動が不可能になる。あらゆる意味でSHOTの核ともいえる機械。白波により独自に開発された魔弾龍であるザンリュウジンと、それにより変身するリュウジンオーは魔法発動機の支配を受けないため、魔法発動機の異常による影響も受けない。
魔弾戦士
意思を持つ武器とマダンキーの力により、剣二や銃四郎、鋼一が変身する正義のヒーローたちの総称。SHOTにより開発された対魔物の切り札である。
獣王
各魔弾戦士が所有するメカサポートアニマル。龍の戦士と共に戦う自然界の力を司る地球の自然の守護者（ガーディアン）。獣の姿の他、ビークルモード・ウェポンモード・ウイングモードにも変形する。
魔弾龍
魔法と現代科学のハイブリッドで生まれた武器類の総称。ゲキリュウケン、ゴウリュウガン、ザンリュウジンなどがこれに当たる。誰でも魔弾龍とコンビになって魔弾戦士に変身できるわけではなく、魔弾龍とできるだけ相性が良く、シンクロ率が高い人間でなければならない。魔弾龍の中に組み込まれている龍の本体は「魔弾龍のコア」と呼ばれ、魔弾龍の頭脳や心臓に該当し、あらゆる魔法の源になっている。
コアを再生ポッドに入れて高出力で圧縮再生することで魔法力を高め、それを武器に組み込むことで魔弾龍は製造される。魔弾龍が破壊されても、コア自体が無事であれば魔弾龍を再生することが可能（ただし、一旦魔弾龍の再生作業を始めた場合、途中で作業を中止することはできない）。白波の両親は魔弾龍再生研究の第一人者であり、現在は御厨博士がこれを引き継いでいる。
ファイナルブレイク
ファイナルキーを差し込むことで放つ必殺技の総称。ゲキリュウケンを使ったリュウケンドーの必殺技やゴウリュウガンを使ったリュウガンオーの必殺技はこれにあたる。
ファイナルクラッシュ
ファイナルブレイクよりも上位の必殺技の総称。ツインエッジゲキリュウケンを使ったリュウケンドーの必殺技やザンリュウジンを使ったリュウジンオー（またはアルティメットザンリュウジンを使ったアルティメットリュウジンオー）の必殺技、ゴッドゲキリュウケンを使ったゴッドリュウケンドー（またはゴッドゲキリュウケン・アルティメットモード（アルティメットゲキリュウケン）を使ったアルティメットリュウケンドー）やマグナゴウリュウガンを使ったマグナリュウガンオー（またはアルティメットゴウリュウガンを使ったアルティメットリュウガンオー）の必殺技はこれにあたる。
三位一体攻撃
魔弾戦士、獣王、魔弾龍が心を1つにして放つ必殺技の総称。通常の必殺技をはるかに上回る威力を持つ。前半ではあまり使用されないが、後半ではよく使用されるようになる。最終決戦ではさらに上の九位一体攻撃が使用される。
パワースポット
あけぼの町にある魔力を発する場所で、これの封印が解けたためあけぼの町に魔物が現れるようになった。現在はビルにカモフラージュされている。ここへマダンキーを持って来ればSHOT基地では調整できないキーも調整することが可能だが、何が起こるか分からないので危険（獣王サンダーイーグルもここに封印されていた）。また、ここでアルティメットキーを発動し魔力を増幅させることにより、魔弾戦士は究極魔弾戦士に、大魔王グレンゴーストは最終形態に進化する。
世界各地に点在しているようで、ヨーロッパに存在したパワースポットは、リュウジンオーにより破壊された。破壊された際はその膨大な魔力により、街1つを消し飛ばす大惨事を引き起こす。終盤ではグレンゴーストとの戦いの際に活性化させたパワースポットが黒い魔獣を生み出し、あけぼの町が崩壊の危機に陥いるが、魔弾龍のコアの力により封印される。
マイナスエネルギー
人間の恐怖、悲しみ、嫉妬といった負の感情がエネルギー体に変化したもの。紫色のもやもやとしたガス状の物質として視認される。マイナスエネルギーが人体から放出された直後は、倦怠感や集中力の低下などの症状が見られ、短期間にマイナスエネルギーの放出が繰り返されると死に至ることもあるらしい。大魔王グレンゴーストの卵を成長させるための栄養源であり、ジャマンガはこのマイナスエネルギーを集めることを行動の主な目的とする。天ぷらにすると固形状になる。
光のカノンの書
太古より伝わる不思議な力を持った書物で、過去から未来、この世で起こるありとあらゆることが記載されている。いつどこで誰が書いたものかは分かっていない。SHOTは光のカノンの書を魔法発動機に格納し、魔法エンジニアの瀬戸山が呪文を唱えることにより、魔弾戦士たちの力の源を作り出したりマダンキーの調整を行ったりしている。
闇のカノンの書
太古より伝わる不思議な力を持った書物で、Dr.ウォームが所持する。大魔王復活に関しての記載があるらしい。
カノン文字
光、闇双方のカノンの書で使われている古代文字。魔弾戦士の装備や獣王召還時の魔法陣にも記されている。
アルファベットとアラビア数字に対応した36字で構成される。サブタイトル画面では日本語サブタイトルの下に、カノン文字表記による英語のサブタイトルも表示される。
あけぼの町
日本のどこかにある下町情緒あふれる町。上空から見ると線路と道路が五芒星状に走っている。地形的に見れば海や山や森などがあり自然も残っている。町の入り口は大きな橋で、その橋を通って町内を循環するバス（名前は「あけぼの循環バス」。塗色はなぜか国際興業（関東のバス会社）に似せている）路線があり、町への出入りはこのバスを利用する人が多いようである。
剣二があけぼの署に赴任する半年くらい前に工事現場から遺跡が発掘され、それがパワースポットであったがためにジャマンガによる様々な被害に悩まされる町となる。しかし住民たちは下町らしく明るく助け合い、魔物グッズを作って一儲けしようとしたり、強かに逞しく生きている。魔物グッズのキャラの名前は「まもすけ」。名物は「あけぼの焼き」など。他にもバスやタクシーや牛乳など、あけぼの町のオリジナル商品が多数存在する。東京タワーにそっくりな「あけぼのタワー」が建っていて、ジャマンガに壊されてもすぐ建て直される。
あけぼの署
昭和っぽい古臭い庁舎で、ロビーにはいつも大勢の町民が集い、サロン状態になっている。ロビーで魔物グッズの販売もしている。いつも人手不足。住民の信頼はあまり無い。
カッパ地蔵
あけぼの町のあちこちにあるカッパ型の石造の守り神。手にキュウリを持たせ、「ベレケベレケ」と唱えながら頭をなでると願い事が叶うらしい。
ベレケベレケ
あけぼの町の住民が何かと唱える、願い事が叶うと言われている呪文。大昔にカッパ小僧が使っていた魔法の呪文とされる。Dr.ウォームが魔物を生み出す際や、レディゴールドが魔法を使う際にも唱えられる。
古代の戦い
マスターリュウケンドーたちとジャマンガの戦い。彼ら古代の魔弾戦士はグレンゴーストを倒し切れなかったため、後世の人々に魔物と戦う術を教えるために魔弾龍と一体化していた。
本来はパワースポットを利用していればグレンゴーストを倒せたかもしれないが、マスターリュウケンドーは魔弾戦士だけでなくグレンゴーストもパワーアップすることを危惧していたため、究極武装したのは彼だけであった。

## キャスト

### 出演者

#### レギュラー
- 鳴神剣二 / 魔弾剣士リュウケンドー / 魔弾剣士ゴッドリュウケンドー - 山口翔悟
- 不動銃四郎 / 魔弾銃士リュウガンオー / 魔弾銃士マグナリュウガンオー - 源
- 白波鋼一 / 魔弾闘士リュウジンオー[注釈 2] - 黒田耕平
- 左京鈴 - 井村空美
- 瀬戸山喜一 - 宮城健太郎
- 天地裕也 - 清水圭
- Dr.ウォーム - 飯田孝男

#### 準レギュラー
- 野瀬かおり - 佐藤寛子
- 中崎市子 - 乙黒えり
- 高倉律子 - 仲程仁美
- 雪村雄三郎 - 鷲巣吾朗
- 花田健一 - 西村陽一
- 月岡留七 - 山崎海童
- 駒走徳治 - 武田滋裕
- 牛山塩三 - 榎譲治
- 猪俣熊蔵 - 飯島大介
- 猪俣邦子 - 須永千重
- 蝶野富雄 - 木村準
- ガジロー - 佐藤亮太
- 上野佳子 - 久野真紀子
- 上野繁 - 佐藤和也
- 姫野美咲 - しのへけい子
- 栗原小町 - 細川ふみえ
- 西園寺海 - 大久保綾乃
- 御厨博士 - 白井良明

#### 声の出演
- ゲキリュウケン / ゴッドゲキリュウケン - 野島健児
- ゴウリュウガン / マグナゴウリュウガン - 増谷康紀
- ザンリュウジン - 小野坂昌也
- ロッククリムゾン - 堀之紀
- ブラッディ - 田中大文

#### ゲスト出演
- 小学生 - 松本健太郎、内山命俊（第2話）
- 若奥さん - 植村奈緒美（第3話）
- 母親 - 万丈千華（第4話）
- 子供 - 糟谷健二（第4話）、大宮司亘、木原田健太（第14話）、窪田翔（第34話）、有村雅嗣、桝井賢斗（第44話）
- 風船になる主婦 - 中島陽子（第6話）
- 女子高生たち - 市村悠理、沖村真理、小畑美緒、北村佳織、橋向里沙（第6話）
- 鹿山八五郎 - うえだ峻 （第7話）
- 鹿山為吉 - 出口哲也 （第7話）
- 為吉子供時代 - 加藤将太 （第7話）
- 主婦 - 中島陽子（第7話）、萩原利瑛（第14、15話）、佐藤珠美 （第42話）、里美羽衣子（第51話）
- 龍次郎（空次郎） - 稲葉大介（第7、51話）
- 左京鐘一 - 猪狩賢二（第8、51話）
- 幼年時代の鈴 - 松浦愛紗 （第8話）
- 少年時代の鐘一 - 福島一樹 （第8話）
- 高校時代の鈴の友人 - 中尾彩 （第8話）
- 川で遊ぶ子供 - 土屋シオン （第8話）
- 豆腐屋店主 - いとうたかお （第9話）
- SHOT調査隊員 - 加藤マサキ （第9話）
- 大男 - IRO関 （第10話）
- タクシー運転手 - 桑名湧 （第10話）
- タクシーに乗る女性 - 早川亜希 （第10話）
- 怪盗どぶねずみ小僧 - 松井武士 （第13話）
- レディゴールド人間体 - 及川仲 （第14話）
- 白波鋼一少年時代 - 今西啓人 （第17、18、41話）
- 白波の父 - 山口粧太 （第18、19、24、48話）
- 白波の母 - 増田未亜 （第18、19、24、48話）
- 人力車夫 - 栗本修次 （第19話）
- 防空頭巾の兄弟 - 池田優哉 、田中明（第19話）
- サリナ - 柏幸奈 （第20話）
- エンジェラ - 奥村夏未 （第23、24話）
- 勅使河原浩 - 加藤仁志 （第25、35話）
- シュウ - 石崎直 （第27話）
- タマ - 恵隆一郎 （第27話）
- ケイ子 - 遠藤珠美 （第27話）
- ジャーマロイド・マリア - 岸史子 （第28話）
- ジャーマロイド軍団 - 中尾彩、日野綾子、南辻史人、松井武士、中野賢一朗 （第28話）
- 魔物に襲われる女性 - 佐藤ゆりな （第30話）
- 女性警察官 - 川西美智子、上杉弘美 （第31話）
- 訪問販売員 池田 - 六角精児 （第31話）
- アキラ - 池田裕成 （第31話）
- ノブヒコ - 和泉宗兵 （第31話）
- 銀行員 - 甲斐新 （第31話）
- 保安局員 - 向出淳拓 （第31話）
- ガードマン - 樋口玲 （第31話）
- 八百屋主人 - 竹川修造 （第32、34話）
- カズキ - 内田智樹 （第32話）
- リキヤ - 梅沢悠斗 （第32話）
- ダイ - 川瀬裕斗（第32話）
- 子供たち - 西市光、渡邊直毅、高原啓汰（第32話）
- 理髪師 - 甲斐将馬 （第33話）
- 小学生 - 岡室穂香、高橋愛莉 （第33話）
- 女子高校生 - 宮沢麻衣 （第33話）
- 駒走の娘 - 大場愛鈴 （第34話）
- 主婦たち - 片山美穂、里美羽衣子 （第34話）
- 学生服の男 - 宮澤翔 （第34話）
- アキバ系の男 - 石川和也（第34話）
- コスプレする女の子 - 上原沙恵 （第34話）
- 父親 - 堀岡真 （第34話）
- フォークシンガー - 野田吉行 （第34話）
- ヒップホップグループ - BUZZ、飯田洋平、栗林康治 （第34話）
- 町人 - 嶋田豪 （第39話）
- トシキ - 池田晃信 （第41話）
- 少年たち - 伊藤大翔、阿部健太、黒田貴弘、ケヴィン・ベーコン、リオ・ブラマー、六波羅正貴、槽谷努、糟谷健二、生方椎成、加藤将太、丸山隼 （第41話）
- 天ぷら屋女将 - 中村綾 （第42話）
- 仲居 - 峰由樹、梶原優、美原由布子 （第42話）
- ビル建設作業員 - 正岡邦夫 （第42話）
- 町民 - 加藤マサキ （第42話）
- ガス工事人 - 宍戸勝 （第42話）
- あけぼのタワー職員 - 小笠原家光 （第43話）
- 雪村青年時代 - 岡野幸裕 （第44話）
- 大魔王グレンゴーストの声 - 平井啓二 （第47 - 50話）
- 異装の男 / マスターリュウケンドー - 布川敏和 （第47、50話）
- 巫女 - 関本阿耶 （第47話）
- 男の子 - 小堀陽貴 （第51話）
- サンタ姿の女の子 - 沖村真理 （第51話）

### スーツアクター
- リュウケンドー / ゴッドリュウケンドー - 山口照雄[7]
- リュウガンオー / マグナリュウガンオー - 秋山智彦[7]
- リュウジンオー - 下川真矢[7]
- 月蝕仮面ジャークムーン / メカニムーン - 城谷光俊
- 黄金女王レディゴールド - 田浦リオ

## スタッフ
- 原作 - 広井王子、平雄一郎、吉田剛、森内譲
- エグゼクティブプロデューサー - 竹川洋志、黒田徹
- プロデューサー - 鈴木勇人（テレビ愛知）、中嶋等（松竹）
- 監督 - 原田昌樹、川崎郷太、辻野正人、清水厚、野間詳令、宮坂武志、大道寺俊典、岩本晶、岡秀樹
- シリーズ構成 - 武上純希、猪爪慎一
- 脚本 - 武上純希、猪爪慎一、川崎ヒロユキ、大西信介、岡野勇気、深月琴ノ介
- アクション監督 - 大道寺俊典（剣武会）
- VFXスーパーバイザー - 田口健太郎（白組）
- VFX制作 - 白組
- VFX制作協力 - TERABYTE inc.
- 音楽 - 大島ミチル
- 敵キャラクターデザイン - 雨宮慶太
- OP・ED演出 - 須永秀明
- 撮影 - 木所寛、鍋島淳裕、 菊池亘、Teamライジン
- 現像所 - 東京現像所
- 技術協力 - オムニバス・ジャパン
- スタジオ - 日活撮影所
- オートバイ協力 - ヤマハ発動機
- 企画協力 - レッド・エンタテインメント
- 製作プロダクション - 松竹、ドッグシュガー
- 製作 - テレビ愛知、ウィーヴ、「魔弾戦記リュウケンドー」製作委員会（タカラトミー、松竹、三井物産、白組）

## 主題歌

### オープニング
本編では挿入歌としても使用される。
「魔弾戦記リュウケンドー」（第1話 - 第29話、第29話および第52話のED）
- 作詞・作曲 - 磯崎健史 / 編曲 - 家原正樹 / 歌 - きただにひろし

第52話（最終話）では御厨役の白井良明がギター演奏をする。

「GO! リュウケンドー」（第30話 - 第52話）
- 作詞・作曲 - 磯崎健史 / 編曲 - 高野康弘 / 歌 - 大槻ケンヂ

### エンディング
「EVERYBODY GOES」（第1話 - 第13話）
- 作曲 - 有原雅人 / 編曲 - 岡野ハジメ&D.I.E. / 歌・作詞 - 相川七瀬

「ビューティフル」（第14話 - 第28話）
- 作詞・作曲 - 柴野真理子 / 編曲 - 不明 / 歌 - しばのまり子

「Prism of Eyes」（第30話 - 第39話）
- 作詞 - 上田起士 / 作曲 - 島崎貴光 / 編曲 - 中西亮輔 / 歌 - MAX

「ずっとずっとずっと」（第40話 - 第51話）
- 作詞・作曲 - 柴野真理子 / 編曲 - 不明 / 歌 - しばのまり子

## 放映リスト
放送日はテレビ東京のものを記載する。
下段はカノン文字による英文サブタイトル。表記は『宇宙船 YEAR BOOK 2007』に準ずる。
| 放送日   | 話数 | サブタイトル                                            | ゲスト怪人（登場魔物・魔的メカ）                                         | 脚本         | 監督       |
| -------- | ---- | ------------------------------------------------------- | ------------------------------------------------------------------------ | ------------ | ---------- |
| 1月8日   | 1    | これがヒーローだ! RYUKENDO RISING                       | 魔獣レプトリリックス                                                     | 武上純希     | 原田昌樹   |
| 1月15日  | 2    | 燃えろ!炎になれ! FIRE IT UP                             | 植物魔獣ギガフラワー                                                     | 武上純希     | 原田昌樹   |
| 1月22日  | 3    | 走れ!百獣の王 HIS SPIRIT TOUCHED THE SPIRIT             | 装甲車ビッグジャマンカー                                                 | 猪爪慎一     | 川崎郷太   |
| 1月29日  | 4    | 氷結武装!アクアリュウケンドー! ABSOLUTE ZERO            | ツカイマスター（2体）                                                    | 武上純希     | 川崎郷太   |
| 2月5日   | 5    | あいつがライバルだ EMULATOR EMERGE                      | -                                                                        | 川崎ヒロユキ | 辻野正人   |
| 2月12日  | 6    | 一撃必勝ドラゴンキャノン 100 BULLETS IN ONE             | 魔獣バルンガンマ                                                         | 川崎ヒロユキ | 辻野正人   |
| 2月19日  | 7    | 召喚!ゴリラ獣王 TRUST IS THE KEY                        | 魔獣メガノーマ                                                           | 大西信介     | 原田昌樹   |
| 2月26日  | 8    | 水にひそむ魔 SHARK OF WATER                             | 魔獣エドノイド（声 - 藤本たかひろ）                                      | 大西信介     | 原田昌樹   |
| 3月5日   | 9    | 響け、友情の鐘 FEEL THE VIBES                           | 魔獣ヴァルダーク                                                         | 猪爪慎一     | 清水厚     |
| 3月12日  | 10   | 西から来た怪物 WAVES FROM THE OCEAN                     | 魔獣アノマロカリス（複数）                                               | 武上純希     | 清水厚     |
| 3月19日  | 11   | サンダーキーの力 OUT OF CONTROL                         | エレムーン                                                               | 岡野勇気     | 川崎郷太   |
| 3月26日  | 12   | 禁断の発動!サンダーリュウケンドー! INVOKE THE FORBIDDEN | ジャークムーン城                                                         | 武上純希     | 川崎郷太   |
| 4月2日   | 13   | 時を超えためぐり逢い RENDEZVOUS WITH TIME               | -                                                                        | 猪爪慎一     | 岡秀樹     |
| 4月9日   | 14   | 新たなる敵 BROKEN TRUST                                 | 巨大リュウケンドー                                                       | 武上純希     | 辻野正人   |
| 4月16日  | 15   | 闇にうごめく恐怖 INVISIBLE                              | 魔獣レプトリリックス2                                                    | 猪爪慎一     | 辻野正人   |
| 4月23日  | 16   | 敵か?仲間か? ENEMY OR CONRAD                            | シノビ遣い魔                                                             | 川崎ヒロユキ | 辻野正人   |
| 4月30日  | 17   | 悪夢はいかが? HAZARDOUS NIGHTMARES                      | -                                                                        | 川崎ヒロユキ | 原田昌樹   |
| 5月7日   | 18   | 封印されし翼!サンダーイーグル! AERIAL BATTLE            | -                                                                        | 武上純希     | 原田昌樹   |
| 5月14日  | 19   | 復活の魔 HAUNTED TOWN                                   | 魔獣ビヨンダーク                                                         | 大西信介     | 原田昌樹   |
| 5月21日  | 20   | 不動サン受難の日 UNLUCKY FUNKY DAY                      | 魔獣グッケス                                                             | 大西信介     | 辻野正人   |
| 5月28日  | 21   | さらば月光の剣士 END OF RIVALRY                         | -                                                                        | 川崎ヒロユキ | 辻野正人   |
| 6月4日   | 22   | ご町内武道大会 STRENGTH END CITIZENS                    | -                                                                        | 川崎ヒロユキ | 辻野正人   |
| 6月11日  | 23   | 宇宙からの訪問者 INTELLIGENT SPECIES                    | アストロイド ハートスキー型UFO                                           | 武上純希     | 原田昌樹   |
| 6月18日  | 24   | 空中大決戦! TWO HEARTS UNIT                             | アストロイドII ハートスキー型UFO                                         | 武上純希     | 原田昌樹   |
| 6月25日  | 25   | 大魔王の卵 REVIVALDLOSENS                               | 再生魔獣ビヨンダーク 再生魔獣メガノーマ 再生魔獣エドノイド               | 猪爪慎一     | 原田昌樹   |
| 7月2日   | 26   | SHOTスペシャル講習!優勝者は誰だ ALL ABOUT RYUKENDO      | -                                                                        | 猪爪慎一     | 岡秀樹     |
| 7月9日   | 27   | パワーアップ!マグナリュウガンオー!! FUDO RETURNS        | 魔獣バチャル                                                             | 武上純希     | 清水厚     |
| 7月16日  | 28   | 機械じかけの心 MARIA'S CRUSH                            | 魔的アンドロイド・ジャーマロイド ジャマンガ電波塔                        | 川崎ヒロユキ | 清水厚     |
| 7月23日  | 29   | 誕生!ゴッドリュウケンドー!! POWER OF GOD AWAKENS        | 魔獣グレムゴブリン                                                       | 大西信介     | 原田昌樹   |
| 7月30日  | 30   | 迷いのトンネル WONDER IN PONDER                         | 魔獣メイズローム                                                         | 大西信介     | 原田昌樹   |
| 8月6日   | 31   | あけぼの町最大の事件! COURAGEOUS SETOYAMA               | -                                                                        | 武上純希     | 野間詳令   |
| 8月13日  | 32   | 白波おおいに笑う CONTROLLED EMOTIONS                    | 魔獣ジャマインド                                                         | 猪爪慎一     | 野間詳令   |
| 8月20日  | 33   | 三位一体!リュウジンオーの新たな力 THE POWER OF LOVE     | 魔獣フェイスシーフ（声 - 山田真一）                                      | 猪爪慎一     | 清水厚     |
| 8月27日  | 34   | 世界最大のアンブレラ DROPS OF JEALOUSY                  | 魔獣アンブレラ                                                           | 武上純希     | 清水厚     |
| 9月3日   | 35   | 狙われたあけぼのステージ FASTEN UP CITIZENS             | -                                                                        | 猪爪慎一     | 原田昌樹   |
| 9月10日  | 36   | 戦う幽霊 REBELLIOUS GHOST                               | 魔獣マコード                                                             | 川崎ヒロユキ | 原田昌樹   |
| 9月17日  | 37   | 幸福の黄色いリング ROCK IN LOVE                         | -                                                                        | 武上純希     | 宮坂武志   |
| 9月24日  | 38   | SHOT基地を救え! SLY JAMANGA                             | 偽マダンキー                                                             | 猪爪慎一     | 宮坂武志   |
| 10月1日  | 39   | 光の翼が星に舞う THE WINGS OF FRIENDSHIP                | 魔的バイオメカ衛星グレンスター                                           | 川崎ヒロユキ | 野間詳令   |
| 10月8日  | 40   | 史上最悪の作戦!? COPYCAT                                | 魔獣ネマノン ネマノン2                                                   | 深月琴ノ介   | 大道寺俊典 |
| 10月15日 | 41   | 人形になったリュウジンオー THE BOY'S BOLDNESS           | 魔的ウィルス薬B01号                                                      | 大西信介     | 岩本晶     |
| 10月22日 | 42   | 魔法のレシピ HEART STEALNG RECIPE                       | レディーデリシャス魔法鍋                                                 | 猪爪慎一     | 辻野正人   |
| 10月29日 | 43   | わたしのヒーロー ACTION SPEAK LOUDER THAN WORDS         | 移動要塞マジューキ                                                       | 川崎ヒロユキ | 辻野正人   |
| 11月5日  | 44   | 閉ざされたあけぼの町 BACK IN THE DAYS                   | 魔的透明シールドジャマンカプセルバリアー 魔弾龍グッスリ弾 魔的真空ポンプ | 大西信介     | 原田昌樹   |
| 11月12日 | 45   | ジャマンガ幹部総登場!頂上作戦 GOLDEN COMBATANT          | ツカイマスター シノビ遣い魔                                              | 武上純希     | 辻野正人   |
| 11月19日 | 46   | 四人目の標的 TRUTH OR DARE                              | ガンナーロイド ツカイマスター シノビ遣い魔                               | 川崎ヒロユキ | 岩本晶     |
| 11月26日 | 47   | 謎の龍戦士 ANCIENT RYUKENDO                             | -                                                                        | 猪爪慎一     | 岩本晶     |
| 12月3日  | 48   | 究極武装!アルティメットリュウケンドー! BATTLE OF DEATHS | -                                                                        | 武上純希     | 辻野正人   |
| 12月10日 | 49   | 大魔王復活!終りなき戦い LARVA'S TRUE POWER              | 大魔王グレンゴースト（幼虫体 / 核 / 等身体） ツカイマスター シノビ遣い魔 | 川崎ヒロユキ | 辻野正人   |
| 12月17日 | 50   | 未来をひらく鍵 KEY TO THE FUTURE                        | 大魔王グレンゴースト（等身体 / 最終形態）                                | 猪爪慎一     | 辻野正人   |
| 12月24日 | 51   | 黒い月夜のクリスマス PURE BATTLE                        | -                                                                        | 大西信介     | 原田昌樹   |
| 12月31日 | 52   | さらば魔弾戦士! HEARTACHE FAREWELL                      | 黒い魔獣（ジャマインド、グッケス、マコード、ネマノン）                   | 武上純希     | 原田昌樹   |

## 映像ソフト化
- 2006年4月27日 - 2007年4月26日にDVDが発売。全13巻で各巻4話収録。

## 放送局
本作品は全国放送ではあるが、地方により放送開始日や曜日、放送時間などが大きく異なる。特筆のない場合は全てテレビ東京系列。
| 放送期間                                         | 放送時間                          | 放送局             | 対象地域      | 備考                    |
| ------------------------------------------------ | --------------------------------- | ------------------ | ------------- | ----------------------- |
| 2006年1月15日 - 10月8日 2006年10月8日 - 12月31日 | 日曜 6:30 - 7:00 日曜 7:00 - 7:30 | テレビ愛知         | 中京広域圏    | 制作局                  |
| 2006年1月8日 - 12月31日                          | 日曜 7:00 - 7:30                  | テレビ東京         | 関東広域圏    |                         |
|                                                  |                                   | テレビ大阪         | 近畿広域圏    | [ 注釈 4 ]              |
| 2006年1月15日 - 12月31日                         | 日曜 6:30 - 7:00                  | テレビ北海道       | 北海道        |                         |
| 2006年1月15日 - 12月31日                         |                                   | TVQ九州放送        | 福岡県        | [ 注釈 5 ]              |
| 2006年1月12日 - 12月31日                         | 木曜 8:05 - 8:35                  | テレビせとうち     | 岡山県 香川県 |                         |
| 2006年1月16日 -                                  | 月曜 15:30 - 16:00                | テレビ長崎         | 長崎県        | フジテレビ系列          |
| 2006年1月25日 -                                  | 水曜 16:00 - 16:30                | 青森朝日放送       | 青森県        | テレビ朝日系列          |
| 2006年1月28日 -                                  | 土曜 7:00 - 7:30                  | 愛媛朝日テレビ     | 愛媛県        | テレビ朝日系列          |
| 2006年1月30日 -                                  | 月曜 16:21 - 16:51                | テレビ新潟         | 新潟県        | 日本テレビ系列          |
| 2006年2月6日 -                                   | 月曜 15:50 - 16:20                | 鹿児島讀賣テレビ   | 鹿児島県      | 日本テレビ系列          |
| 2006年2月12日 -                                  | 日曜 6:30 - 7:00                  | 岩手朝日テレビ     | 岩手県        | テレビ朝日系列          |
| 2006年2月26日 -                                  |                                   | 長野朝日放送       | 長野県        | テレビ朝日系列          |
| 2006年2月28日 -                                  | 火曜日 15:55 - 16:22              | 福島中央テレビ     | 福島県        | 日本テレビ系列          |
| 2006年3月25日 -                                  | 土曜 11:00 - 11:30                | テレビ静岡         | 静岡県        | フジテレビ系列          |
| 2006年3月29日 -                                  | 水曜 16:24 - 16:54                | 東日本放送         | 宮城県        | テレビ朝日系列          |
| 2006年4月1日 -                                   | 土曜 11:00 - 11:30                | 京都放送           | 京都府        | 独立局                  |
| 2006年4月16日 -                                  | 日曜 6:30 - 7:00                  | 熊本朝日放送       | 熊本県        | テレビ朝日系列          |
| 2006年5月20日 -                                  | 土曜 6:30 - 7:00                  | キッズステーション | 日本全国      | CS放送 リピート放送あり |
| 2006年5月29日 -                                  | 月曜 15:50 - 16:20                | 広島ホームテレビ   | 広島県        | テレビ朝日系列          |

| 配信期間    | 配信時間      | 配信サイト | 備考                                                          |
| ----------- | ------------- | ---------- | ------------------------------------------------------------- |
| 2006年6月 - | 日曜正午 更新 | GYAO!      | 8月27日更新分（第20話）までは2話ずつ配信。9月3日からは1話配信 |

## 漫画
「月刊マガジンZ」にて藤沢真行、「MiChao!」にて松本久志、タカラトミー公式サイトにて津島直人の漫画が掲載。
3作をまとめて一部描き下ろしを加えた『魔弾戦記リュウケンドー アンソロジー』が2006年10月23日に発売。特別限定版には本作品のキャラクターも展開されている『ミクロマン200X』の「ミクロアクションシリーズ」から「魔弾剣士リュウケンドー（クリアボディ&メッキVer.）」が付属。